# Bruno (Nebraska)
Bruno es una villa ubicada en el condado de Butler en el estado estadounidense de Nebraska. En el Censo de 2010 tenía una población de 99 habitantes y una densidad poblacional de 139,5 personas por km².

## Geografía
Bruno se encuentra ubicada en las coordenadas 41°16′59″N 96°57′39″O / 41.28306, -96.96083. Según la Oficina del Censo de los Estados Unidos, Bruno tiene una superficie total de 0.71 km², de la cual 0.71 km² corresponden a tierra firme y (0%) 0 km² es agua.

## Demografía
Según el censo de 2010, había 99 personas residiendo en Bruno. La densidad de población era de 139,5 hab./km². De los 99 habitantes, Bruno estaba compuesto por el 96.97% blancos, el 0% eran afroamericanos, el 1.01% eran amerindios, el 1.01% eran asiáticos, el 0% eran isleños del Pacífico, el 0% eran de otras razas y el 1.01% pertenecían a dos o más razas. Del total de la población el 5.05% eran hispanos o latinos de cualquier raza.